# Valentín Fuster
Valentín Fuster Carulla (Barcelona, 20 de enero de 1943), i marqués de Fuster, es un cardiólogo español, radicado en Estados Unidos.

## Biografía
Nació en Barcelona, hijo del psiquiatra Joaquín Fuster y una hija del marqués de Carulla. Es hermano del neurocientífico Joaquín M. Fuster. Tras el comienzo de la guerra civil española, sus padres crearon una clínica psiquiátrica.
Valentín Fuster Carulla es licenciado en Medicina y Cirugía por la Universidad de Barcelona, en los años 70 se trasladó a los Estados Unidos. Desde 1994 trabaja en el Hospital Monte Sinaí de Nueva York. Recientemente, ha sido nombrado director general del Centro Nacional de Investigaciones Cardiovasculares (CNIC) en Madrid. Su labor investigadora abarca múltiples temas relacionados con el funcionamiento del corazón. Ha publicado más de 400 artículos sobre afecciones de la arteria coronaria, arterioesclerosis y trombosis. En el plano divulgativo, mantiene un gran compromiso por ayudar a la difusión de la ciencia en España e Iberoamérica.
En 2006, Valentín Fuster fue nombrado presidente de la Asociación Mundial de Cardiología. Es editor, junto con Ira S. Nash, de libros de texto sobre cardiología: The Heart y Atherothrombosis and Coronary Artery Disease. En 1996 fue galardonado con el Premio Príncipe de Asturias de Investigación y Científica y Técnica. 
Además de la atención directa a pacientes, Valentín está involucrado en diversas iniciativas para la mejora de la salud pública en sectores desfavorecidos y países en desarrollo (algunas a través de su Fundación SHE). Algunos ejemplos son su participación en Barrio Sésamo (con el personaje doctor Ruster), el lanzamiento de programas sanitarios en Kenia o talleres sobre hábitos saludables en Colombia
En 2014 fue seleccionado por la revista Quo, en colaboración con el Consejo Superior de Investigaciones Científicas y el Consejo Superior de Deportes, para la primera «Selección Española de la Ciencia», compuesta por trece científicos españoles destacados a escala internacional.
Según ha escrito en varios de sus libros autobiográficos, su padre era chueta, los Fuster de Palma de Mallorca, por lo que es de origen judío, algo de lo que siempre se ha sentido orgulloso.

## Títulos y tratamientos
- 20 de enero de 1943 – 13 de mayo de 2014: Don Valentín Fuster Carulla.
- 13 de mayo de 2014 – actualidad: Ilustrísimo Señor Marqués de Fuster.[8]

## Condecoraciones, premios y distinciones honoríficas

### Condecoraciones nacionales
- Gran Cruz de la Orden Civil de Sanidad (4 de diciembre de 2015)[9]
- Gran Cruz de la Orden Civil de Alfonso X el Sabio (3 de noviembre de 2017)[10]

### Otras distinciones
- Nombrado científico distinguido de la Asociación Estadounidense del Corazón, un mérito concedido solamente a 15 científicos por su trabajo en investigación cardiovascular.
- Doctor honoris causa por la Universidad Europea de Madrid (2008) junto a sus colegas Pedro Alonso Fernández y Joan Rodés Teixidor, en un acto presidido por los entonces Príncipes de Asturias y actuales Reyes de España.
- Doctor honoris causa por la Universidad Politécnica de Valencia (2008), donde además fue el padrino de la primera promoción de la licenciatura en Biotecnología.
- Doctor honoris causa por la Universidad Internacional de Cataluña, junto a Joaquín Navarro-Valls (6 de mayo de 2010).
- Doctor honoris causa por la Universidad CEU Cardenal Herrera en Castellón de la Plana (22 de marzo de 2013)[11]
- Doctor honoris causa por la Universidad Alfonso X el Sabio (2018).[12]
- Doctor honoris causa por la Universidad Internacional Menéndez Pelayo por el rector Magnífico de la UIMP Salvador Ordóñez Delgado (24 de junio de 2018)
- Premio Nacional de Investigación 'Gregorio Marañón' de Medicina (2019)[13]
- Premio CEU - Ángel Herrera, en la categoría Ética y Valores (2022)[14]

## Algunas de sus obras
Destinados al público adulto:
- La ciencia de la salud - Mis consejos para una vida sana, con la colaboración de Josep Corbella. Ed. Planeta, 2006
- La ciencia y la vida - Valentín Fuster y José Luis Sampedro, con Olga Lucas. Ed. Plaza & Janés, 2008
- Corazón y Mente: Claves del Bienestar Físico y Mental - Valentín Fuster y Luis Rojas Marcos. Ed. Planeta, 2008
- La cocina de la salud- Valentín Fuster, Ferran Adria y Josep Corbella. Ed. Planeta, 2010
- El círculo de la motivación - Valentín Fuster. Ed. Planeta, 2013

Destinados al público infantil:
- Monstruos supersanos. Hábitos saludables para toda la vida. (Niños de 3 a 6 años).Ed. Planeta, 2010
- La pequeña ciencia de la salud. (Niños de 6 a 9 años). Ed. Planeta, 2011

## Méritos
En 2019 sus obras fueron las más citadas de un investigador español de todos los tiempos, con índice h de 187. (Índice h en 2020 de 165)